# Jörg Meyrer
Jörg Meyrer (* 30. September 1962 in Völklingen) ist ein deutscher römisch-katholischer Priester und Buchautor. Bekannt wurde er durch das Hochwasser in West- und Mitteleuropa 2021. Er war im Februar 2022 Mitglied der 17. Bundesversammlung.

## Leben und Wirken
Jörg Meyrer stammt aus einer nach eigenen Angaben „nicht religiös geprägten“ Arbeiterfamilie im Saarland, die Mutter war Floristin.
Nach dem Studium der Philosophie und Theologie in Trier und Freiburg erhielt er am 9. Juli 1988 in Trier die Priesterweihe.
Seine Kaplanszeit verbrachte Meyrer in den Gemeinden Liebfrauen in Bitburg  sowie Kreuzerhöhung und St. Sebastian in Fließem; Vikar war er in den Gemeinden Dreifaltigkeit und St. Josef in Saarlouis-Fraulautern. Ab 1994 war Meyrer Pfarrer in den Gemeinden St. Johannes der Täufer in Langenlonsheim, Maria Geburt in Bretzenheim  und St. Laurentius in Rümmelsheim. 2002 wurde Jörg Meyrer Pfarrer der Katholischen Pfarrgemeinde St. Laurentius in Ahrweiler und der Katholischen Pfarrgemeinde St. Barbara in Ramersbach, die 2011 Teil der Katholischen Pfarreiengemeinschaft Bad Neuenahr-Ahrweiler wurden.
Im Januar 2003 ernannte der damalige Bischof Reinhard Marx Meyrer zum Dechanten des Dekanats Ahrweiler. 2004 wurde Meyrer Dechant des neuen Dekanats Adenau-Altenahr-Ahrweiler, das wenige Wochen später in Dekanat Ahr-Eifel umbenannt wurde.
Seine Arbeit als Seelsorger während der Flutkatastrophe 2021 in Ahrweiler wurde in Medien wie der bild.de und der FAZ.net porträtiert. Die Website  Katholisch.de bezeichnete ihn als „katholisches Gesicht der Flut im Ahrtal“. 2022 veröffentlichte er sein erstes Buch, in dem er die Ereignisse rund um die Flutnacht im Ahrtal vom 14. zum 15. Juli 2021 reflektiert hat. Das Buch erreichte Platz 28 der Spiegel-Bestsellerliste in der Rubrik Sachbuch (Hardcover).
Im Februar 2022 wurde er auf Vorschlag der CDU-Fraktion vom rheinland-pfälzischen Landtag in die 17. Bundesversammlung zur Wahl des Bundespräsidenten gewählt.
Meyrer absolvierte erfolgreich Marathon- und Halbmarathonläufe, unter anderem in Kenia und Tansania.

## Publikationen
- Zusammenhalten. Als Seelsorger im Ahrtal, Bonifatius Verlag 2022, ISBN 978-3-89710-934-6